# Eleuterio Quintanilla
Eleuterio Quintanilla Prieto (Gijón, España, 24 de octubre de 1886  - Burdeos, Francia, 18 de enero de 1966) fue uno de los anarquistas y pedagogos asturianos más importantes. Discípulo de Ricardo Mella, fue uno de los ejes centrales de la CNT en Asturias. Vivió en España hasta el final de la Guerra civil, cuando se exilió en Francia donde murió.

## Biografía

### Juventud y primeros años
Nació el 24 de octubre de 1884 en Gijón. Estudió en una escuela gratuita, obteniendo buenos resultados y terminando el ciclo en poco tiempo. Tuvo que empezar a trabajar a los trece años, siendo su primer trabajo aprendiz de chocolatero. Durante este tiempo siguió estudiando y formándose en el ateneo obrero y en casa de un anarquista que impartía clases de gramática. En 1903 conoció a Ricardo Mella en una conferencia dada por este, Mella tuvo una influencia decisiva en Quintanilla. En 1904 comienza a interesarse por los idiomas, campo en el que llegará a destacar.

### Militante activo
Comenzó a relacionarse en el mundo obrero alrededor de 1904 como orador en Gijón. El primer mitin en el que participó fue en 1905 en Mieres. En el mismo año comenzaron sus colaboraciones con la prensa obrera en Tiempos Nuevos. Desarrolló su faceta de periodista en numerosas publicaciones, entre ellas: Tribuna Libre, Acción Libertaria, El Libertario o Solidaridad Obrera, llegando en este último a tener una columna propia. Durante 1909 participa en numerosos mítines y es encarcelado en julio a raíz de la Semana Trágica de Barcelona. En 1910 comienzan las gestiones para levantar una casa del pueblo en Gijón, espacio en el que Quintanilla desempeñó una amplia labor. Es en este mismo año cuando funda junto a Ricardo Mella Acción Libertaria en forma de semanario. El periódico se publicará durante años, a veces bajo el nombre de El Libertario, con algunos periodos en los que se suspenderá por orden gubernamental. Tanto en 1910 como en 1911 hay movilizaciones importantes en Gijón y se suceden huelgas y lock outs por igual. En este ambiente de conflicto ocurren algunos atentados contra patronos y personalidades relacionados con la patronal. Atentados que son usados para detener en varias ocasiones a militantes obreros destacados de Gijón, entre ellos Quintanilla. Una de estas detenciones tuvo una gran repercusión pues los obreros, en especial Quintanilla y Pedro Sierra, fueron agredidos durante su detención llegando a quedar inconscientes. Por este hecho protestaron Pablo Iglesias, Melquíades Álvarez y Gumersindo de Azcárate ante el gobierno de Canalejas. Nace la Confederación Nacional del Trabajo en 1910, siendo la sección gijonesa una de sus fundadoras. Quintanilla estará desde entonces y hasta su muerte muy ligado a la CNT, siendo una de las figuras más importantes de la regional asturiana en particular y de la CNT en general.
En 1914 Quintanilla abandona su profesión de chocolatero para dedicarse en exclusiva a la docencia. Su labor docente estará estrechamente relacionada con la escuela neutra de Gijón, fundada en 1911, y en la que tuvo de alumno a José Luis García Rúa. Al estallar la I Guerra Mundial, Quintanilla y Mella se declaran aliadófilos, en la estela de Kropotkin y Jean Grave, en contra de la posición oficial de la CNT, neutral. Estas posturas enfrentadas crearon un debate en la prensa anarquista entre Tierra y Libertad y Acción Libertaria. En 1915 participa en el Congreso por la Paz de Ferrol, congreso en el que se acuerda relanzar la CNT, muy debilitada tras su ilegalización en 1911. En el mes de abril de 1916 participa en un congreso sindical en Gijón en el que, entre otras muchas propuestas, se reclama, a propuesta de Quintanilla, el acercamiento o la unión de la CNT y la UGT. El 10 de julio de 1917 ingresó en la  Masonería en la logia Jovellanos n. 337, adoptando el seudónimo "Floreal". En la huelga general de agosto de 1917 se había pronunciado por la unidad de acción, no solo con la UGT, sino también con los republicanos. En 1918 acude a una reunión de grupos anarquistas en Barcelona, en esta reunión defiende la integración dentro de los sindicatos.
Asiste como delegado del sindicato de Madera al III Congreso Nacional de la CNT en Madrid. En este defiende en nombre de su sindicato la fusión con la UGT, la creación de las federaciones de industria y el distanciamiento con la  III Internacional Comunista. Ninguna de sus propuestas tendrá el respaldo suficiente en el congreso. Manuel Buenacasa, por su parte, considera que la posición de Quintanilla era la que más claramente vio el futuro de la revolución rusa. En 1920 denuncia el pacto de colaboración con la UGT que el comité nacional de la confederación había firmado. Esta protesta, en contra de los planteamientos que defendió durante el resto de su militancia, se basaría en el incumplimiento de los pactos del III Congreso, opuestos a la colaboración con el sindicato socialista, y el abuso de los comités que ello conllevaba.
Durante un tiempo se distancia del mundo sindical hasta que, alrededor de 1925, durante la dictadura de Primo de Rivera vuelve a los medios confederales participando en el debate entre legalizar la confederación o seguir en la clandestinidad. Toma una postura legalista, usando como base argumental las posiciones que defendió en el Congreso de Madrid. Mientras el comité nacional se encontró en Gijón tuvo una gran influencia sobre Segundo Blanco, secretario del comité nacional.

### República, guerra civil y exilio
Cuando se proclama la II República su distanciamiento con el mundo confederal no variará y seguirá interponiendo la distancia, no asumirá cargos, no acudirá a reuniones ni mítines y no colaborará en la prensa, a excepción de algunos artículos sobre los sindicatos de oposición en los que, aunque mantiene la unidad de la CNT, en general defiende las tesis de la escisión. En 1931, en una entrevista al El Noroeste con fecha de 24 de julio, se lamentaba de la lejanía de una revolución en España de tipo bolchevique. En  enero de 1933, la logia Jovellanos n. 337 le expulsó debido a la campaña que los anarquistas estaban desarrollando contra la masonería y por haber manifestado la Federación Anarquista Ibérica la incompatibilidad entre ser masón y a la vez militante de aquella organización.
Al inicio de la guerra civil se encuentra en Gijón. Colaboró en uno de los comités de abastos que se crearon en la ciudad. Durante la guerra ocupa una plaza de profesor de filosofía, se le asignó la custodia del tesoro artístico de Asturias y Santander y fue uno de los nombres posibles para el ministerio que acabaría ocupando Segundo Blanco. A principios de 1937 tenía solicitado su reincorporación a la actividad masónica. Desempeña la función de presidente del consejo nacional de la infancia evacuada, saliendo de España con una colonia infantil. Al inicio de su exilio es incorporado junto a sus hijos en una compañía de trabajadores extranjeros. Pasó el resto de su vida en Burdeos, alejado de la vida orgánica confederal. Murió el 18 de enero de 1966 en Burdeos.